# Hippolyte Luc
Pour les articles homonymes, voir Luc.
Hippolyte Luc, né le 25 avril 1883 dans le 10e arrondissement de Paris et mort le 20 février 1946 dans le 14e arrondissement, est un professeur de philosophie, inspecteur d'académie et directeur général de l'enseignement technique français.

## Biographie
Né d'un père « non dénommé », orphelin de l'assistance publique à partir de ses cinq ans, à la suite du décès de sa mère, Hippolyte Luc est placé dans une famille rurale de l'Yonne, à Sainte-Magnance. Élève brillant, bachelier en 1901, élève au lycée Louis-le-Grand, il échoue au concours de l'École normale supérieure et obtient une licence de lettres en 1904. Enseignant à partir de 1909, il obtient l'agrégation de philosophie au bout de la sixième tentative, en 1913. Mobilisé en tant que sergent au début de la Première Guerre mondiale, il est blessé à plusieurs reprises et est promu officier, cité à l'ordre du corps d'armée. Officier d'état-major auprès de Philippe Pétain, il retourne enseigner au lycée d'Alençon une fois revenu à la vie civile et devient inspecteur d'académie en 1920. Sous-directeur de l'enseignement technique en 1925, sa carrière stagne jusqu'à la retraite de son supérieur, Edmond Labbé, en 1933, et sa prise de poste comme directeur de l'enseignement technique le 1er octobre 1933. Il contribue au développement et à la reconnaissance des écoles techniques et professionnelles ainsi qu'à l'orientation des élèves. Quoique antinazi, il demeure à son poste sous le régime de Vichy et ne quitte ses fonctions qu'à la Libération. Inquiété à la fin de la guerre, il est mis hors de cause mais son décès le 20 février 1946 et sa carrière entre 1940 et 1944 contribuent à le faire tomber dans l'oubli.

## Distinctions
- Croix de guerre 1914–1918[4]
- Commandeur de la Légion d'honneur (1935) (chevalier en 1924, officier en 1931)[11]